# Hydnocystis
Hydnocystis Tul. & C. Tul. – rodzaj grzybów z rodziny Pyronemataceae.

## Charakterystyka
Owocniki zamknięte (wnętrzniaki), drobno owłosione z pojedynczym otworem prowadzącym do nieskręconej, pustej komory wyłożonej białym hymenium. Składa się ono z cylindrycznego worka i z palisadowo ułożonych, wydłużonych parafiz tworzących nad workiem epitecjum. Bazydiospory są kuliste, bezbarwne, gładkie, bez gutuli, w worku ułożone w jednym rzędzie.

## Systematyka i nazewnictwo
Pozycja w klasyfikacji według Index Fungorum: Pyronemataceae, Pezizales, Pezizomycetidae, Pezizomycetes, Pezizomycotina, Ascomycota, Fungi.
Takson utworzyli w 1854 r. Louis René Tulasne i Charles Tulasne Synonimy:
- Elderia McLennan 1961
- Protogenea Kobayasi 1964
- Stephensia Tul. & C. Tul. 1845

Gatunki:
- Hydnocystis arenaria Tul. & C. Tul. 1851
- Hydnocystis beccarii Mattir. 1900
- Hydnocystis bombycina (Vittad.) Healy & M.E. Sm. 2016
- Hydnocystis colomboi (De Vito) Matočec, I. Kušan & Jukić 2019ae
- Hydnocystis echinospora Rodway 1924
- Hydnocystis japonica (Kobayasi) Trappe 1975
- Hydnocystis piligera Tul. & C. Tul. 1851[4]
- Hydnocystis transitoria L.M. Kumar, Healy & M.E. Sm. 2016

Wykaz gatunków i nazwy naukowe według Index Fungorum.
W Polsce występuje Hydnocystis bombycina i Hydnocystis piligina.